# 近鉄難波線
難波線（なんばせん）は、大阪府大阪市天王寺区の大阪上本町駅から同市中央区の大阪難波駅までを結ぶ近畿日本鉄道（近鉄）の鉄道路線である。駅ナンバリング等で使われる路線記号はA。阪神電気鉄道の阪神なんば線とは違い、なんばの表記が漢字になっている。

## 概要
全区間が千日前通の地下にあるとともに、Osaka Metro千日前線と並行している。既存の地下鉄などの下をくぐるように造られたため、駅はやや深い場所にあり、駅間のトンネルにもシールド工法が用いられている。各駅とも相対式ホーム（大阪難波駅のみ島式ホームと相対式ホームの併用）だが、上下線の間に柱がない構造になっている。また、近鉄日本橋駅から大阪上本町駅にかけては上町台地を登るため、大阪上本町駅に向かって上り急勾配が存在する。
なお、正式な起点は大阪上本町駅だが、列車運行上は大阪難波駅から大阪上本町駅へ向かう列車が下り、逆方向が上りとなっている。
大阪線の複々線区間（大阪上本町駅 - 布施駅）における奈良線列車専用線が単独で延伸した形で、即ち実質的には奈良線の延伸線であり、運行上も奈良線と一体である。線内完結運転はなく、大阪線の名古屋・伊勢志摩方面の特急を除き、奈良線（近鉄奈良方面）へ直通する。大阪上本町駅では奈良線の列車と大阪難波駅から直通する特急が乗り入れる地下ホームについては「奈良線のりば」と表記されているほか、駅番号や主要駅に設置されている運行情報モニタ、駅探などの乗換案内サイトでは、大阪線複々線区間を含む大阪難波駅 - 布施駅間は奈良線の一部として扱われているほか、近鉄公式サイトの駅情報ページでは「難波線・奈良線」とまとめて案内されている。当路線の開業により、大阪上本町駅のターミナル駅としての機能が縮小された。
PiTaPaを始めICOCA・Suicaなど全国相互利用サービスに対応したICカードが利用可能である。また、以前はスルッとKANSAI対応カードおよびJスルーカードにも対応していた。
2009年3月20日に阪神電気鉄道西大阪線が大阪難波駅まで延伸して阪神なんば線として開業した（既設区間も阪神なんば線に改称）ことで、大阪難波駅を介して（阪神）神戸三宮駅 - 近鉄奈良駅間で相互直通運転を行っている。合わせて、阪神なんば線開業と同時に近鉄難波駅が大阪難波駅に、上本町駅が大阪上本町駅に改称された。
近鉄難波線の各駅はホームの柱がそれぞれ違う色で塗り分けられている。大阪難波駅が青、近鉄日本橋駅が橙、大阪上本町駅（地下ホーム）が小豆色である。

### 路線データ
- 路線距離（営業キロ）：2.0 km
- 軌間：1435mm
- 駅数：3駅（起終点駅含む）
- 複線区間：全線
- 電化区間：全線電化（直流1500V）
- 閉塞方式：自動閉塞式
- 最急勾配：32‰
- 最高速度：80 km/h[1]

全線、大阪統括部（旧上本町営業局）管轄である。

## 運行形態
阪神なんば線直通列車を含む奈良線の全列車と大阪線の名古屋・賢島方面との特急列車が直通しており、難波線内のみを走る列車はない。特急列車は近鉄日本橋駅を通過するが、快速急行以下の列車は各駅に停車する。
全線が地下区間となる関係上、全車禁煙となる以前より特急車両の喫煙室は難波線内では使用禁止となっていた。
| 種別＼駅名 | 種別＼駅名 | 阪神電鉄方面 直通先 | 大阪難波 | …   | 大阪上本町 | 布施以東の 運行路線 | 大阪線・ 奈良線方面 直通先   |
| ---------- | ---------- | ------------------- | -------- | --- | ---------- | ------------------- | ---------------------------- |
| 運行本数   | 特急       |                     | 2本      | 2本 | 2本        | 大阪線              | →近鉄名古屋                  |
| 運行本数   | 特急       |                     | 1本      | 1本 | 1本        | 大阪線              | →賢島                        |
| 運行本数   | 快速急行   | 神戸三宮←           | 3本      | 3本 | 3本        | 奈良線              | →近鉄奈良                    |
| 運行本数   | 急行       |                     | 3本      | 3本 | 3本        | 奈良線              | →近鉄奈良                    |
| 運行本数   | 区間準急   | 尼崎←               | 3本      | 3本 | 3本        | 奈良線              | →大和西大寺 （一部近鉄奈良） |
| 運行本数   | 普通       |                     | 3本      | 3本 | 3本        | 奈良線              | →大和西大寺 （一部近鉄奈良） |
| 運行本数   | 普通       | 尼崎←               | 3本      | 3本 | 3本        | 奈良線              | →東花園                      |

## 歴史
日本万国博覧会の開幕日（一般公開開始日）である1970年（昭和45年）3月15日に開業した。当時の開業記念乗車券には「EXPO'70」のシンボルマークもあしらわれていた。
近鉄による（奈良方面からの）難波乗り入れ計画自体は古くから存在した。大阪府に対して初めて難波乗り入れを出願したのは前身の大阪電気軌道の時代である1922年 - 23年頃であったが、この時は大阪市の異論によって実現しなかった。次に、1932年 - 33年頃にも再度申請を行ったものの、これも大阪市の反対により実現しなかった。しかし、近鉄奈良線の発展、沿線人口の増大、沿線各地と大阪市内間の交通量の激増に伴い、ターミナルを大阪都心の難波へ推進する必要は一段と強くなった。
そこで、近鉄は1946年に阪神電気鉄道と共同で新たに大阪高速鉄道株式会社（旧社名が大阪高速鉄道である大阪モノレールとは無関係）の設立を企図し、大阪市内の東西貫通高速鉄道線として軌道法により鶴橋 - 難波 - 野田間の軌道敷設特許を申請した。これは、当時戦災によって廃墟となった大阪市内にその瓦礫を使って築堤し、市内を貫通する高架高速鉄道を建設しようとするユニークな構想に基づくものであったが、大阪市は市域交通は市営によるべきと反対の意見を表明した（市営モンロー主義）。
しかし延長線建設の必要性はますます強くなり、阪神及び近鉄は1946年以降に相互乗り入れのため上本町 - 難波 - 千鳥橋間の新線を計画した。その後、近鉄難波線敷設免許の申請は数次にわたる変更があり、路線も当初大部分が高架式であったものが全線地下鉄へと変わった。この計画が、都市交通審議会答申3号で盛り込まれ、1959年に運輸省から敷設免許を受け、近鉄創業以来のターミナルである大阪上本町駅から、大阪・ミナミの中心部である難波まで建設された。当初は日本万国博覧会の開幕日の2か月前である1969年（昭和44年）12月末の開業を目指していた。
2023年（令和5年）9月に「近鉄難波線 大断面シールドトンネル」として土木学会選奨土木遺産に認定された。
- 1959年（昭和34年）2月23日：鶴橋駅 - 難波駅間の敷設免許取得[9]。
- 1965年（昭和40年）
  - 3月1日：建設工事局設置[10]。
  - 9月9日：上本町駅地下駅建設工事着手[10]。
  - 10月9日：起工式[10]。
- 1966年（昭和41年）11月25日：日本橋駅建設工事着手[10]。
- 1967年（昭和42年）4月25日：難波駅建設工事着手[10]。
- 1970年（昭和45年）
  - 1月25日：線路敷設工事着手[4]。
  - 2月24日：試運転[4]。
  - 3月1日：奈良線の全列車を上本町駅地下ホームでの発着に変更[4]。
  - 3月15日：近鉄難波駅 - 上本町駅間が開業[11]。
  - 3月21日：大阪線の特急の一部の乗り入れが開始される[4]。
- 1979年（昭和54年）1月8日：建設費回収のための加算運賃を設定[12][注釈 3]。
- 1991年（平成3年）11月20日：建設費の回収が終わったため、難波線での加算運賃の制度を廃止[12]。
- 2008年（平成20年）6月14日：車上速度パターン照査式自動列車停止装置 (ATS-SP) 使用開始。
- 2009年（平成21年）3月20日：阪神なんば線と相互直通運転開始。近鉄難波駅を大阪難波駅に、上本町駅を大阪上本町駅に改称[13]。

## 駅一覧
凡例
●：停車、｜：通過
- 全駅大阪府大阪市内に所在。
- 特急は近鉄日本橋駅を通過、特急以外は難波線内の全ての駅に停車（表中省略）。
- 運行系統上の下り方向に記述。『鉄道要覧』では起点を大阪上本町駅としている。

| 駅番号 | 駅名         | 駅間キロ | 営業キロ | 特急 | 接続路線 | 所在地   |
| ------ | ------------ | -------- | -------- | ---- | --- | -------- |
| A01    | 大阪難波駅   | -        | 0.0      | ●    | 大阪市高速電気軌道： 御堂筋線 (M20)・ 四つ橋線 (Y15)・ 千日前線 (S16)…難波駅 南海電気鉄道： 南海本線・ 高野線 (NK01)…難波駅 阪神電気鉄道： 阪神なんば線 (HS 41)（直通あり） 西日本旅客鉄道： 関西本線（大和路線: JR-Q17）…JR難波駅 | 中央区   |
| A02    | 近鉄日本橋駅 | 0.8      | 0.8      | ｜   | 大阪市高速電気軌道： 堺筋線 (K17)・ 千日前線 (S17)…日本橋駅 | 中央区   |
| A03    | 大阪上本町駅 | 1.2      | 2.0      | ●    | 近畿日本鉄道：D 大阪線 (D03)（A 奈良線近鉄奈良駅まで直通運転。特急のみE 名古屋線近鉄名古屋駅及びM 志摩線賢島駅まで直通運転） 大阪市高速電気軌道： 谷町線 (T25)・ 千日前線 (S18)…谷町九丁目駅                                       | 天王寺区 |

1. ↑  運転系統としての「高野線」。同線の正式な起点は汐見橋駅。

- Osaka Metro中央線と近鉄けいはんな線の連絡乗車券を購入した場合はすべて長田駅経由と指定されており、上記各駅ではOsaka Metroの地下鉄各線と連絡する連絡乗車券は設定されていない。